# Hongaars korfbalteam
Het Hongaars korfbalteam is een team van korfballers dat Hongarije vertegenwoordigt in internationale wedstrijden. De verantwoordelijkheid van het Hongaarse korfbalteam ligt bij de Magyar Korfbal Szövetseg (MKS). Het achttal won tot nu toe nog geen enkele prijs.

## Resultaten op de wereldkampioenschappen
| Wereldkampioenschap korfbal |               |             |               |
| Jaar                        | Kampioenschap | Gastheer    | Klassering    |
| 1978                        | 1e WK         | Nederland   | Geen deelname |
| 1984                        | 2e WK         | België      | Geen deelname |
| 1987                        | 3e WK         | Nederland   | Geen deelname |
| 1991                        | 4e WK         | België      | Geen deelname |
| 1995                        | 5e WK         | India       | Geen deelname |
| 1999                        | 6e WK         | Australië   | Geen deelname |
| 2003                        | 7e WK         | Nederland   | 10e plaats    |
| 2007                        | 8e WK         | Tsjechië    | 10e plaats    |
| 2011                        | 9e WK         | China       | Geen deelname |
| 2015                        | 10e WK        | België      | 13e plaats    |
| 2019                        | 11e WK        | Zuid-Afrika | 12e plaats    |
| 2023                        | 12e WK        | Taiwan      | 9e plaats     |

## Resultaten op de Wereldspelen
| Wereldspelen |                  |                       |               |
| Jaar         | Kampioenschap    | Gastland              | Klassering    |
| 1985         | 2e Wereldspelen  | Londen (Engeland)     | Geen deelname |
| 1989         | 3e Wereldspelen  | Karlsruhe (Duitsland) | Geen deelname |
| 1993         | 4e Wereldspelen  | Den Haag (Nederland)  | Geen deelname |
| 1997         | 5e Wereldspelen  | Lahti (Finland)       | Geen deelname |
| 2001         | 6e Wereldspelen  | Akita (Japan)         | Geen deelname |
| 2005         | 7e Wereldspelen  | Duisburg (Duitsland)  | Geen deelname |
| 2009         | 8e Wereldspelen  | Kaohsiung (Taiwan)    | Geen deelname |
| 2013         | 9e Wereldspelen  | Cali (Colombia)       | Geen deelname |
| 2017         | 10e Wereldspelen | Wroclaw (Polen)       | Geen deelname |
| 2022         | 11e Wereldspelen | Birmingham (USA)      | Geen deelname |
| 2025         | 12e Wereldspelen | Chengdu (China)       | Geen deelname |

## Resultaten op de Europese kampioenschappen
| Europees kampioenschap korfbal |               |           |               |
| Jaar                           | Kampioenschap | Gastland  | Klassering    |
| 1998                           | 1e EK         | Portugal  | Geen deelname |
| 2002                           | 2e EK         | Catalonië | 8e plaats     |
| 2006                           | 3e EK         | Hongarije | 8e plaats     |
| 2010                           | 4e EK         | Nederland | 10e plaats    |
| 2014                           | 5e EK         | Portugal  | 7e plaats     |
| 2016                           | 6e EK         | Nederland | Geen deelname |
| 2018                           | 7e EK         | Nederland | 8e plaats     |
| 2021                           | 8e EK         | België    | 6e plaats     |
| 2024                           | 9e EK         | Spanje    | 8e plaats     |